# レニエ1世 (エノー伯)
レニエ1世（フランス語：Régnier Ier, ドイツ語：Reginar I., ラテン語：Rainerus/Ragenerus Longicollus, 850年ごろ - 915年）は、ロタリンギア王国の貴族。同時代の記録には「伯」「辺境伯」「Missus dominicus」および「公」と記されている。ロートリンゲンの貴族の家系レニエ家の家祖とされる。長首伯（Long Col）と呼ばれる。

## 生涯
レニエ1世はマーズガウ伯ギゼルベルトと、皇帝ロタール1世の娘（名はエルマンガルド、イルトルード、ベルト、イルムガルト、ジゼルなどと考えられている）の息子である。877年のキイジーの布告の特許状には、レニエはおそらく「Rainerus」として、シャルル2世がイタリア遠征で不在の間の摂政の1人として父親とともに登場している。
レニエは、ムーズ川（オランダ語でマース川）からアルデンヌ、マーストリヒトのサン＝セルヴェ、エヒタナハ、スタヴロ＝マルメディ、トリーアのザンクト・マクシミン修道院を経てモーゼルに至る重要な修道院の在俗修道院長であった。これらの修道院はすべて、西フランク王国がロタリンギアの大部分を支配していた時期に、870年のメルセン条約で定められた東フランク王国と西フランク王国の境界上またはその近くにあった。エヒタナハでは、おそらく親族であった前の在俗修道院長が同じ名前であったため、レニエは「Rainerus iunior（若レニエ）」と呼ばれていた。
レニエの肩書と活動は、主に信頼性が不確実なかなり後の情報源からのみ知られる。サン・カンタンのデュドは、初期のノルマン人の偉大な功績を説明する際に、レニエ1世（ラトボトという名前のフリース人の領主とともに、初代ノルマンディー公ロロと対立していた）をエノーとエスベイの公爵と呼んでいる。数世紀後、ジュミエージュのギヨーム、さらにその後にアルベリック・ド・トロワ＝フォンテーヌは、同じ出来事を記す際に同じ肩書を用いた。レニエは公、伯、辺境伯、Missus dominicusとさまざまな肩書で記されていたが、歴史家はこれらの称号が特定の領土に関するものであったかは疑わしいとしている。レニエが自分自身を公爵と呼んだことは、905年7月21日のスタヴロで発行された特許状より知られているが、これはゲープハルトがロタリンギア（ロートリンゲン）公の時のことであった。
レニエはもともと895年にはロタリンギア王ツヴェンティボルトの支持者であったが、898年に決別した。レニエおよび3年前のツウェンティボルトの選挙で重要な役割を果たした他の有力者らは、ウードの死により得られた機会を利用し、シャルル3世をロタリンギア王として招いた。レニエは領地を没収されたが、それを拒否し、マーストリヒトの下流にあるデュルフォールに立てこもった。シャルル3世、ツヴェンティボルト、皇帝アルヌルフの代表者がザンクト・ゴアーで会談し、ルートヴィヒ4世にロタリンギアの継承権を与えることを決定した。900年8月、ツヴェンティボルトは戦いにおいてレニエに殺害された。
ルートヴィヒ4世はゲープハルトをロタリンギア（ロートリンゲン）の公爵に任じた。その後、910年にゲープハルトが死去した後、マジャール人との戦いにおいてレニエは有力者を率いて東フランク王コンラート1世に対抗し、シャルル3世を王に選んだ。レニエはロートリンゲン公として登場することはなかったが、おそらくシャルル3世の下でこの地域の軍司令官をつとめた。レニエの死後、息子ジズルベール（ギゼルベルト）が継承した。レニエは、ザクセンやバイエルンにおけるリウドルフィング家やルイトポルディング家のように、ロタリンギアで覇権を確立させることはできなかった。

## 子女
アルベラードとの間に以下の子女が生まれた。
- ジズルベール（ギゼルベルト）（890年頃 - 939年） - ロートリンゲン公
- レニエ2世（890年頃 - 932年） - エノー伯
- 娘 - ナミュール伯ベランジェと結婚

レニエは西フランク王ルイ2世の娘エルマントルドと結婚したとも考えられているが、不明である。